# فدیر لاشچونوف
فدیر لاشچونوف (اوکراینی: Федір Серафимович Лащонов؛ زادهٔ ۴ نوامبر ۱۹۵۰) بازیکن والیبال اوکراینی‌تبار اهل شوروی بود.